# Зелений Гай (зупинний пункт, Південна залізниця)
Зелений Гай — зупинний пункт Південної залізниці на дільниці Харків — Мерефа, розташований у смт Високий Харківського району Харківської області. Створений у 1910 році. Належить до Харківської дирекції залізничних перевезень Південної залізниці.
Зупинний пункт знаходиться між зупинними пунктами Високий (2 км) та зупинним пунктом Південний (1 км). Найближча станція — Покотилівка (7 км) До станції Харків-Пасажирський — 17 км, до станції Мерефа — 8 км.
Зупиняються лише потяги приміського сполучення у напрямку Харкова, Мерефи, Лозової, Змієва та Краснограда

## Історія
Зупинний пункт було створено у 1910 році. За іншою інформацією, це відбулось раніше, оскільки спершу виникла платформа «Коритінська», яка спершу знаходилась на 450 м у бік станції Мерефа від нинішнього зупинного пункту Високий. З 28 жовтня 1909 року стала іменуватися «Зелений Гай»..
Назва зупинного пункту походить від селища Зелений Гай, що виникло у 1907 році поблизу залізниці як селище службовців Південної залізниці. У 1964 році селище Зелений Гай увійшов до складу смт Високий На платформі зупинялись окрім дачних також й деякі пасажирські потяги..
У 1914 році в харківській газеті «Утро» відзначався поганий стан залізничних платформ Зеленого Гаю, зокрема, затісний павільйон та мала кількість лавок.
Зелений Гай позначений на атласі залізниць Російської імперії 1918 року.
У 1928 році Коротінську платформу було ліквідовано у зв'язку з відкриттям нової станції Жовтнева, а вже на початку 1930-х років платформу Зелений Гай було відкрито з залізничним павільйоном і пероном на теперішньому місці, що на 1150 м у бік станції Мерефа від платформи «Коритінської». В аталсі залізниць СРСР 1940 та 1945 років Зелений Гай показаний з нинішніми тарифними відстанями від станцій Харкова та Мерефи.
У 1957 році Зелений Гай був електрифікований постійним струмом під час електрифікації лінії Харків — Мерефа та розпочалось курсування приміських електропоїздів.
Нині зупинний пункт приписано до станції Покотилівка.

## Станційні споруди
Зупинний пункт обладнано 2-ма високими платформами. Має павільйон для пасажирів, квиткові каси на приміські електропоїзди.

## Інциденти
Наприкінці вересня 2010 року на зупинному пункті Зелений Гай загинув чоловік, потрапивши під маневровий тепловоз через необачність.